# Nino (Fürstin von Mingrelien)

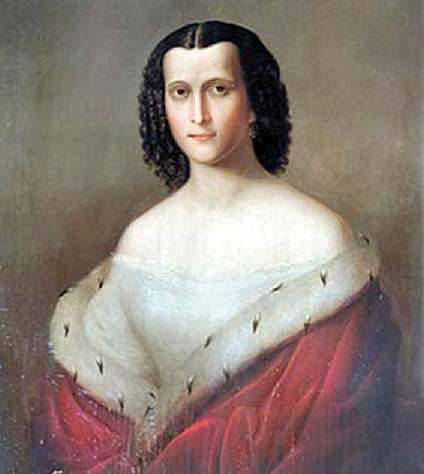
Porträt von Nino, Fürstin Mingreliens, aus dem frühen 19. Jahrhundert

Nino (georgisch ნინო, russisch Нина Георгиевна, * 15. April 1772 in Tiflis; † 31. Mai 1847 in Sankt Petersburg) war eine georgische Batonischwili (= Prinzessin), aus der Bagratiden-Dynastie, die Tochter von König Giorgi XII. von Kartlien-Kachetien und durch Heirat mit Fürst Grigol Dadiani die Fürstin von Mingrelien. Nach dem Tod ihres Ehemanns im Jahr 1804 agierte sie als Regentin im Namen ihres minderjährigen Sohnes Lewan und half dabei, Mingrelien und das Fürstentum Abchasien, ein Nachbarfürstentum ihrer angeheirateten Verwandten, unter die Herrschaft des Russischen Kaiserreichs zu bringen. 1811 trat sie in den Ruhestand und ging nach Sankt Petersburg, wo sie im Alter von 75 Jahren starb.

## Frühes Leben
Nino wurde 1772 in Tiflis als sechstes Kind des damaligen Kronprinzen Georgiens Giorgi und dessen erster Ehefrau, Ketewan Andronikaschwili während der Herrschaft ihres Großvaters, Erekle II., geboren. 1791, im Alter von 19 Jahren, wurde Nino mit Grigol Dadiani, dem Fürst Mingreliens, verheiratet. Ungefähr zur selben Zeit heiratete Grigols Schwester Mariam Ninos Cousin, König Solomoni II. von Imeretien. Diese Hochzeiten sollten dazu dienen, ein Bündnis zwischen den georgischen Machthabern zu zementieren, das durch die Bemühungen von Erekles Minister Solomon Leonidze im Juni 1790 geschlossen wurde. Die Beziehungen zwischen Solomon und Grigol wurden jedoch aufgrund von territorialen Streitigkeiten angeschlagen. In der Zeit von 1791 bis 1802 hatte Grigol dreimal den Thron an Solomons Schützlinge verloren. Grigol und Nino baten das Russische Kaiserreich um Schutz, das bereits 1801 die Herrschaft über das Königreich von Ninos verstorbenem Vater übernahm und nun auch nach der Kontrolle über Imeretien strebte. Durch einen am 1. Dezember 1803 unterzeichneten Vertrag wurde Mingrelien als autonomes Fürstentum Teil des Russischen Kaiserreiches. Dabei erhielt Nino einen Mantel aus Zobelfell und zehn Arschins (= 7,1 m) purpurnen Samt als kaiserliche Geschenke.

## Herrschaft
Nach Grigols Tod am 23. Oktober beteiligte Nino sich aktiver an der mingrelischen Politik. Sie bezichtigte die rivalisierenden Adligen, den Fürsten vergiftet zu haben und verlangte vom Befehlshaber der kaiserlichen Armee in Georgien, Pawel Tsitsianow, eine Untersuchung über den Tod ihres Ehemanns zu führen. Am 3. November 1804 bestätigte die russische Regierung sie als Pravitselnitsa (= Herrscherin) Mingreliens und Regentin, bis ihr zwölfjähriger Sohn Lewan das zwanzigste Lebensjahr erreichte. Lewan befand sich seit 1802 im Gewahrsam von Kelesh Ahmed-Bey Sherwashidze, dem Fürst Abchasiens. Kelesh unterstützte Grigol während der Machtkämpfe in Mingrelien und hielt seinen Sohn daher zur Absicherung als Geisel. Im März 1805 fielen die russischen Truppen in Abchasien ein, eroberten die Festung Anaklia für Mingrelien zurück und befreiten Lewan.
Nino war auch Präsidentin des mingrelischen Regentenrats, zu dessen Mitgliedern unter anderen Fürst Niko Dadiani, Bischof Besarion von Chkondidi, Majordomus Giorgi Chikovani, und Fürst Beri Gelowani von Letschchumi zählten. Ninos Beziehungen zu Niko, einem einflussreichen Adligen, und ihrem Schwager Beri Gelowani waren angespannt. Ihre Gegner bezichtigen sie politischer Machenschaften und warfen ihr vor, den Rat zu ihrem persönlichen Vorteil zu nutzen. Außerdem kamen Gerüchte auf, sie hätte hinter dem Mord an Grigol gesteckt, weil er eine kurze Affäre mit einer Frau aus der Adelsfamilie der Chichua hatte. Diese Machtkämpfe durchzogen ihre gesamte Regierungszeit.
Fürstin Nino führte die pro-russische Politik ihres verstorbenen Ehemannes fort. Im Russisch-Türkischen Krieg von 1806 bis 1812 übernahm sie 1809 das Kommando über die mingrelischen Truppen, die die russischen Streitkräfte bei der Eroberung der Schwarzmeerfestung Poti von den osmanischen Truppen unterstützten. 1810 schickte Nino tausend Soldaten um den abchasischen Herrscher Sefer Ali-Bey Shervashidze zu unterstützen, der seinen pro-osmanischen Bruder Aslan-Bey stürzte und Abchasien zum russischen Protektorat machte.

## Ruhestand in Russland

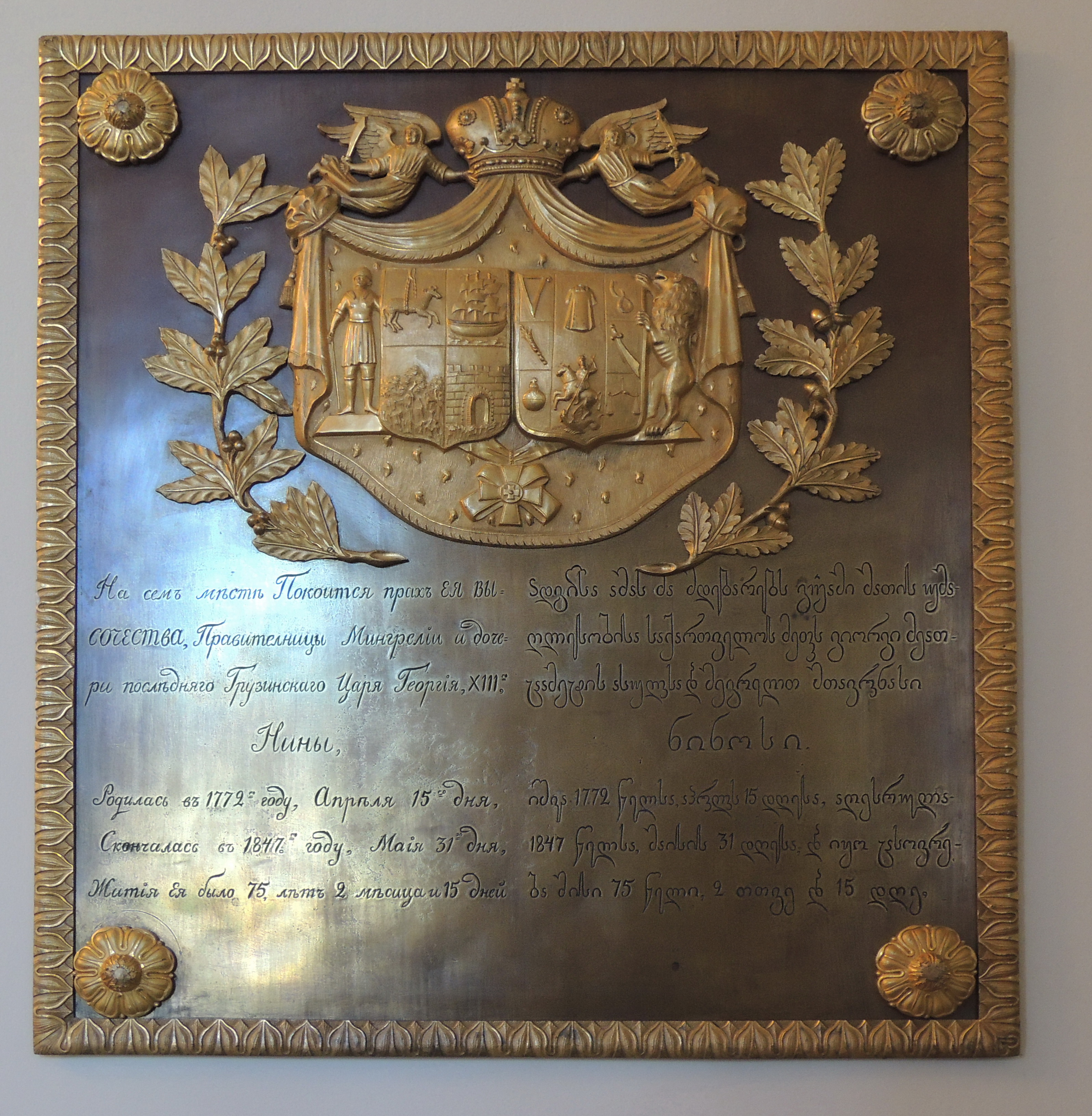
Ninos Grabplatte im Alexander-Newski-Kloster

1811 wurde Nino von der mingrelischen Regierung abgesetzt. Sie wurde nach Sankt Petersburg abberufen. Dort wurde sie zur Hofdame ernannt und ihr wurde der Orden der Heiligen Katharina verliehen. Ihr jüngerer Sohn Giorgi und der abchasische Thronfolger Dmitri begleiteten sie zur Hauptstadt und wurden zur militärischen Ausbildung im Kadettenkorps eingeschrieben. Während Nino 1820 ihren Urlaub in Georgijewsk verbrachte, fiel Giorgi unter den Verdacht, mit den Rebellen in Imeretien zu kollaborieren. Nino wurde nach Rjasan eskortiert, durfte jedoch später nach Sankt Petersburg zurückkehren, wo sie den Rest ihres Lebens verbrachte und am 30. Mai 1847 starb. Sie wurde im Alexander-Newski-Kloster begraben.
Ninos einziges erhaltenes Porträt, das von einem unbekannten Künstler während ihrer Zeit in Sankt Petersburg gemalt wurde, wurde 2010 bei einer Auktion in Europa vom australischen Unternehmer Victor Greenwich Dadianov, einem Nachkommen der Dynastie der Dadiani und Ehrengeneralkonsul von Georgien in Sydney ersteigert, der es dann dem Dadiani-Palastmuseum in Sugdidi präsentierte.

## Kinder
Grigol und Nino hatten zwei Söhne und vier Töchter:
- Prinzessin Ketewan (geboren 1792), die zuerst Manuchar Sherwashidze, den Fürst von Samurzakano, der 1813 starb, und dann im Jahr 1823 Rostom-Bey, den Sohn von Kelesh Ahmed-Bey Sherwashidze, dem Fürst Abchasiens, heiratete. Ein aus ihrer ersten Ehe stammender Enkel war Fürst Giorgi Sherwashidze (1847–1918), der Gouverneur von Tiflis, der für seine Verfolgung der Duchoborzen im Jahr 1895 bekannt ist.
- Fürst Lewan (1793 bis 1846), von 1804 bis 1846 Fürst Mingreliens
- Prinzessin Mariam (* 1794), die erst Fürst Giorgi Eristawi von Guria und dann ungefähr im Jahr 1810 Fürst Rostom, den Sohn von Beri Gelowani, dem Fürst von Letschchumi, heiratete.
- Prinzessin Elene (* 1795), die erst Fürst David Gurieli den Sohn von Giorgi V. Gurieli, der 1833 starb, heiratete und dann den Fürst Giorgi Mikeladze.
- Prinzessin Ekaterina (* 1797), die 1810 Fürst Beglar Jambakur-Orbeliani, Sohn von Fürst Zaal Orbeliani heiratete.
- Prinz Giorgi (* 1798, † um 1851), Generalmajor der russischen Arme. Er heiratete 1839 in Rjasan Herzogin Eizaweta Pahlena, die Tochter von Herzog Pawel Pahlen, und hatte selbst keine Kinder.